# Стражбеница (Купрес)
Стражбеница је насељено мјесто у Босни и Херцеговини у општини Купрес које административно припада Федерацији Босне и Херцеговине. Према попису становништва из 1991. у насељу је живјело 42 становника.

## Становништво
Према попису 1991. укупно: 42
| Националност | 1991.     |
| Хрвати       | 42 (100%) |
| Укупно       |           |